# Condado de Shelby (Misuri)
El condado de Shelby (en inglés: Shelby County), fundado en 1835, es uno de 114 condados del estado estadounidense de Misuri. En el año 2000, el condado tenía una población de 6,799 habitantes y una densidad poblacional de 5 personas por km². La sede del condado es Shelbyville. El condado recibe su nombre en honor al Gobernador de Kentucky Isaac Shelby.

## Geografía
Según la Oficina del Censo, el condado tiene un área total de 1300 km² (501,9 mi²), de la cual 1300 km² (501,9 mi²) es tierra y 2 km² (0,8 mi²) (0.30%) es agua.

### Condados adyacentes
- Condado de Knox (norte)
- Condado de Lewis (noreste)
- Condado de Marion (este)
- Condado de Monroe (sur)
- Condado de Randolph (suroeste)
- Condado de Macon (oeste)

## Demografía
Según la Oficina del Censo en 2000, los ingresos medios por hogar en el condado eran de $29,448, y los ingresos medios por familia eran $35,944. Los hombres tenían unos ingresos medios de $25,759 frente a los $18,996 para las mujeres. La renta per cápita para el condado era de $15,632. Alrededor del 16.30% de la población estaban por debajo del umbral de pobreza.

## Residentes notables
- Elizabeth Platz, residente en Shelbina, obtuvo el segundo lugar en el 2010 Scripps National Spelling Bee.

## Transporte

### Carreteras principales
- U.S. Route 36
- Ruta 15
- Ruta 151
- Ruta 168

## Localidades
| - Bethel - Clarence - Emden | - Hunnewell - Lentner - Leonard | - Shelbina - Shelbyville |  |

### Municipios
- Municipio de Bethel
- Municipio de Black Creek
- Municipio de Clay
- Municipio de Jackson
- Municipio de Jefferson
- Municipio de Lentner
- Municipio de North River
- Municipio de Salt River
- Municipio de Taylor
- Municipio de Tiger Fork